# Beggen
Beggen är en stadsdel i staden Luxemburg, 4 kilometer norr om stadens centrum. Beggen ligger 233 meter över havet och antalet invånare är 2 970.